# Campionati europei di canottaggio 1931
I Campionati europei di canottaggio 1931 si disputarono a Parigi (Francia) e furono la XXXII edizione dei Campionati europei di canottaggio.

## Medagliere
| Pos.   | Nazione     |   |   |   | Totale |
| ------ | ----------- | - | - | - | ------ |
| 1      | Svizzera    | 3 | 0 | 2 | 5      |
| 2      | Francia     | 2 | 0 | 2 | 4      |
| 3      | Italia      | 1 | 4 | 1 | 6      |
| 4      | Paesi Bassi | 1 | 0 | 1 | 2      |
| 5      | Ungheria    | 0 | 1 | 1 | 2      |
| 6      | Danimarca   | 0 | 1 | 0 | 1      |
| 6      | Polonia     | 0 | 1 | 0 | 1      |
| Totale | Totale      | 7 | 7 | 7 | 21     |

## Podi
| Gara          | Oro                                                                                                   | Argento | Bronzo                                                                                   |
| Singolo       | Édouard Candeveau                                                                                     | Enrico Mariani | Vincent Saurin                                                                           |
| Due senza     | Paesi Bassi Pieter Roelofsen Godfried Roell                                                           | Italia Rino Galeazzi Vittorio Lucchini | Francia Edgard Chassaing Robert Lefeuvre                                                 |
| Due di coppia | Svizzera Helmut von Bidder Hans Hottinger                                                             | Ungheria Bela Szendey Andras Szendey | Italia Michelangelo Bernasconi Enrico Mariani                                            |
| Due con       | Francia André Giriat Anselme Brusa Pierre Brunet (tim.)                                               | Italia Romeo Sisti Zemiro Siboni Guido Spernazzati (tim.)                                                                                          | Svizzera Marcel Heitsch Erwin Allemann Julien Cotts (tim.)                               |
| Quattro senza | Svizzera                                                                                              | Polonia | Paesi Bassi                                                                              |
| Quattro con   | Italia Antonio Provenzani Francesco Cossu Giliante D'Este Antonio Ghiardello Emilio Gerolimini (tim.) | Danimarca Aage Hansen Christian Olsen Walther Christiansen Richard Olsen Poul Richardt (tim.)                                                      | Svizzera Karl Schöchlin Hans Schöchlin Paul Kaeser Hans Niklaus Antoine Mambretti (tim.) |
| Otto          | Francia                                                                                               | Italia Vittorio Cioni Guglielmo Del Bimbo Roberto Vestrini Renato Barbieri Enrico Garzelli Dino Barsotti Mario Balleri Eugenio Nenci Cesare Milani | Ungheria                                                                                 |